# Planipapillus taylori
Planipapillus taylori är en klomaskart som beskrevs av Reid 1996. Planipapillus taylori ingår i släktet Planipapillus och familjen Peripatopsidae. Inga underarter finns listade i Catalogue of Life.